# Estádio da Vila Porto
Estádio da Vila Porto – stadion piłkarski w Barueri, São Paulo (stan), Brazylia.